# Темрява (фільм)
Темрява (англ. Darkness) — іспансько-американський фільм жахів 2002 року.

## Сюжет
Повернувшись до Іспанії після довгого перебування в Америці, родина юної Регіни селиться в старому величному особняку, що пустував майже 40 років. Незабаром її молодшому братові починає здаватися, що в холодних стінах їх нового будинку присутній хтось невидимий і страшний. Страхітливі, нез'ясовні події і дивна поведінка батька сімейства підказують дітям, що їх похмура обитель зберігає якусь лиховісну таємницю. Наближається сонячне затемнення. Чи поставить темрява крапку в їх нескінченних кошмарах або назавжди занурить їх у безодню всепоглинаючого жаху?

## У ролях
- Анна Пекуін — Регіна
- Лена Улін — Марія
- Ієн Глен — Марк
- Джанкарло Джанніні — Альберт Руа
- Феле Мартінес — Карлос
- Стефан Енквіст — Пол
- Фермі Рейксач — Віллалобос
- Франсеск Пахес — водій
- Крейг Стівенсон — електрик
- Паула Фернандез — дівчина 1
- Джемма Лозано — дівчина 2
- Ксавйер Аллепус — хлопець 1
- Джозеф Робертс — хлопець 2
- Марк Феррандо — хлопець 3
- Джош Гаета — хлопець 4
- Метью Діксон — хлопець 5
- Карлос Кастанйон — приятель 1
- Карлес Пуніет — приятель 2
- Рег Вілсон — бібліотекар
- Ферран Лаоз — таксист
- Педро Антоніо Сегура — пацієнт
- Астрід Феноллар — старуха 1
- Лідія Дорадо — старуха 2
- Клара Мангіллот — старуха 3
- Девід Марті — людина, яка спить в автобусі (в титрах не вказаний)